# Oktoberfest Blumenau

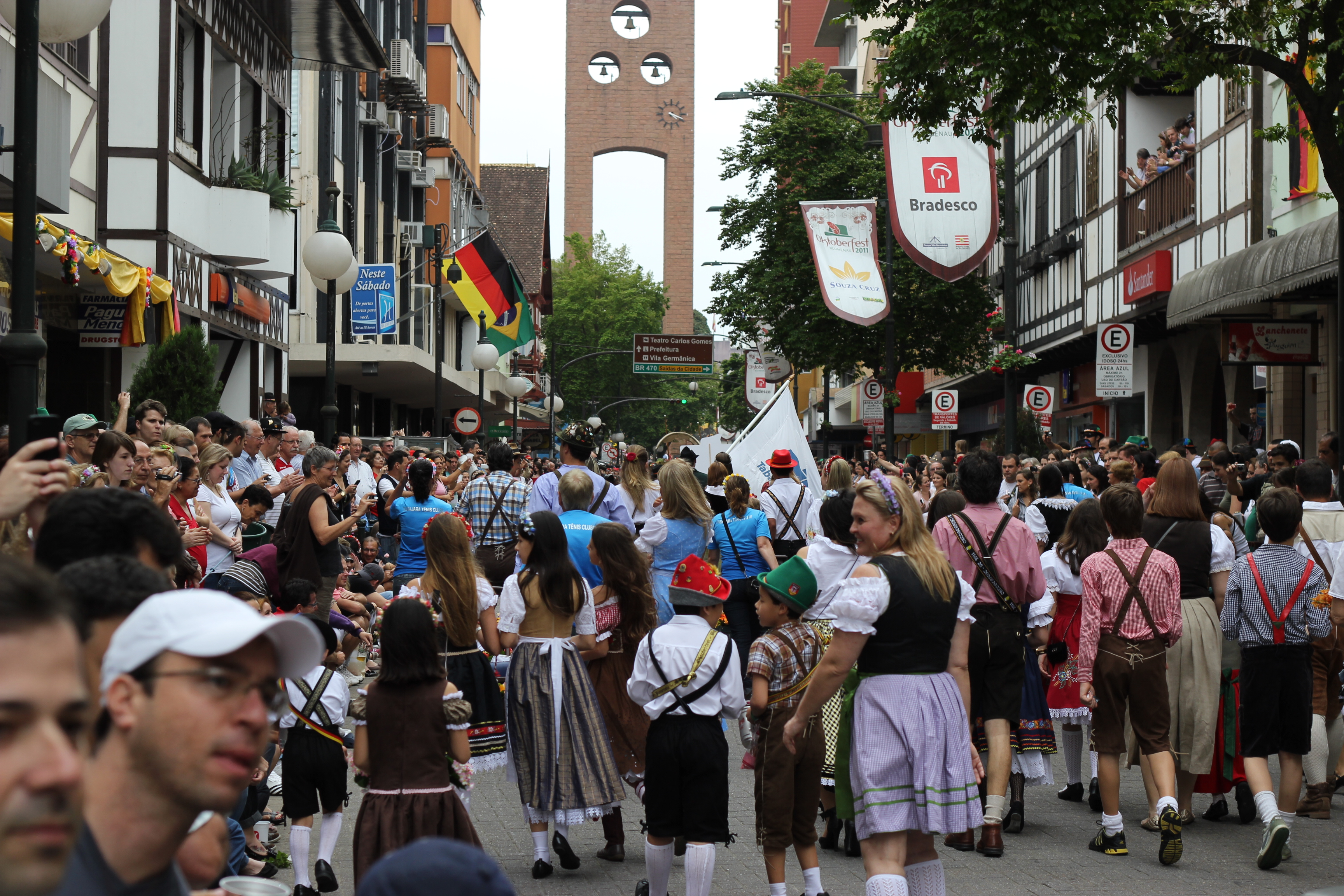
Oktoberfest Blumenau

Das Oktoberfest Blumenau ist ein seit 1984 jährlich Anfang Oktober stattfindendes Volksfest in Blumenau in Brasilien. Das dem originären Münchner Oktoberfest nachempfundene Fest findet auf dem Veranstaltungsgelände „Vila Germânica“ statt und dauert 18 Tage.
Anlass hierfür war der Bedarf an Finanzmitteln für die notwendigen Wiederaufbaumaßnahmen nach den großen Überschwemmungen des Rio Itajaí-Açu 1983 und 1984. In den letzten Jahren hat sich das Fest mit über 600.000 Besuchern jährlich als das nach dem Karneval in Rio de Janeiro zweitgrößte Volksfest Brasiliens etabliert. Dies hat den Bekanntheitsgrad der Stadt auch in Deutschland gesteigert, was auch im Hinblick auf den Tourismus von Bedeutung ist. Seit  Bestehen gab es fast 20 Millionen Besucher. Hier werden pro Jahr ca. 600.000 Liter Bier konsumiert.